# TXT
Tomorrow X Together, over het algemeen bekend als TXT, is een Zuid-Koreaanse boyband, opgezet door het bedrijf Big Hit Entertainment. TXT bestaat uit vijf leden: de leider Soobin en de vier leden Yeonjun, Taehyun, Beomgyu en Huening-Kai.
De groep debuteerde op 4 maart 2019 met de EP The Dream Chapter: Star. Ze tekenden tevens een platencontract met Republic Records.
TXT behaalde drie maal de top 10 van de Amerikaanse Billboard 200: in 2020 met de EP MiniSode 1: Blue Hour, in 2021 met Still Dreamingen nogmaals in 2021 met hun album The Chaos Chapter: Freeze.